# Yamada-kun and the Seven Witches
Yamada-kun & the 7 Witches (山田くんと７人の魔女, Yamada-kun to 7-nin no majo) est un manga écrit et dessiné par Miki Yoshikawa. Il est prépublié entre février 2012 et février 2017 dans le magazine Weekly Shōnen Magazine de l'éditeur Kōdansha, et compte un total de vingt-huit tomes. La version française est publiée par Delcourt/Tonkam depuis juin 2015.
Une adaptation en drama de huit épisodes est diffusée entre août et septembre 2013 sur Fuji TV. Une adaptation en anime produite par le studio Liden Films est diffusée entre avril et juin 2015 sur Tokyo MX au Japon et en simulcast sur Crunchyroll dans les pays francophones.

## Synopsis
Ryû Yamada est un élève paresseux, toujours en retard, qui récolte des notes désastreuses et qui s'endort en cours. Sa vie bascule le jour où, en tombant dans les escaliers du lycée, il percute la brillante élève Urara Shiraishi. En reprenant connaissance, ils réalisent qu'ils ont échangé de corps. C'est alors le début de mystérieuses aventures... 

## Personnages
Ryû Yamada (山田 竜, Yamada Ryū)
Voix japonaise : Ryota Ohsaka, voix française : Sébastien Hébrant
Héros du manga, "tueur" de sorcières, il copie leurs facultés. Souvent impulsif et un peu pervers sur les bords, c'est en vérité quelqu'un de très attachant sur qui on peut compter. Il est très fidèle et dévoué à ses amis. Il rejoindra le club de recherches en phénomènes surnaturels en même temps que Shirashi. Souvent obligé d'être au rattrapage dû à ses mauvaises notes, il demande alors à Shiraishi d'échanger de corps avec elle (celle-ci accepte volontiers) et passe alors les interros à sa place lui permettant ainsi de sauver sa moyenne. Très fort pour se battre, sa technique spéciale le "coup de pied fatal de la tornade" est très connue par les autres. Les autres personnes se rendent souvent compte que c'est Yamada (même après avoir changé de corps) quand il l'utilise. Il tombera amoureux de Shiraishi. Il deviendra plus tard le bras droit armé de Miyamura lors de son accession aux bureaux des élèves en devenant président et Yamada son assistant. Il est d'ailleurs considéré dans son entourage comme celui qui doit sauver les sorcières de leur pouvoirs à travers les différentes vies avec ses ami(e)s et admirateur(-trice)s.
Urara Shiraishi (白石 うらら, Shiraishi Urara)
Voix japonaise : Saori Hayami, voix française : Ludivine Deworst
Première sorcière découverte. Son pouvoir est de pouvoir échanger de corps avec la personne qu'elle embrasse. Peu sociable au premier abord, elle est en vérité très gentille et serviable. Après que Yamada et elle aient échangé de corps, celui-ci découvre qu'elle se fait harceler, du fait de sa réussite scolaire. C'est une élève modèle, très intelligente, calme de nature et est la première du lycée et ne pense qu'à étudier. Par exemple, dans l'anime lors de l'épisode 3, celle-ci, malade, n'hésite pas à embrasser Yamada afin de pouvoir continuer à suivre les cours pendant que ce dernier, prisonnier dans le corps de Shiraishi est obligé d'être alité. Elle rejoindra et deviendra présidente du club de recherches en phénomènes surnaturels. Elle tombera amoureuse de Yamada avec qui elle sortira plus tard lorsque ce dernier lui aura fait sa déclaration  à la fin de la saison 1 une fois que ce dernier aura exaucé son vœu en réunissant les 7 sorcières.
Toranosuke Miyamura (宮村 虎之介, Miyamura Toranosuke)
Voix japonaise : Toshiki Masuda, voix française : Grégory Praet
Vice-président du club de recherches en phénomènes surnaturels. Membre du conseil étudiant, il souhaiterait devenir le prochain président de ce conseil des élèves. Plutôt curieux et très malin, c'est lui qui a découvert en premier le fait que Shiraishi et Yamada échangeaient de corps. Bien qu'il porte un statut de beau gosse, il est très pervers et s'avère être totalement faible et inutile lors d'une bagarre.
Miyabi Itō (伊藤 雅, Itō Miyabi)
Voix japonaise : Maaya Uchida, voix française : Helena Coppejans
Membre du club de recherches en phénomènes surnaturels. Cette dernière est la 4e personne qui rejoint le club, passionnée par les phénomènes surnaturels. C'est une personne excentrique. Elle tenta d'impressionner ses nouveaux camarades de club en leur montrant des objets « surnaturels » qui se révèlent plus des objets quelconques. Une fois la supercherie mis à jour de la part de Miyamura elle tente de se venger. Afin de limiter les dégâts qu'elle à causés, Yamada décide de lui "révéler" le sens caché du club en l'embrassant et en échangeant de corps ce dernier décide de s'excuser dans le corps d'Itô.
Nene Odagiri (小田切 寧々, Odagiri Nene)
Voix japonaise : Eri Kitamura, voix française : Nancy Philippot
Deuxième sorcière découverte. Son pouvoir est de faire tomber amoureux d'elle n'importe quelle personne qu'elle embrasse excepté Yamada contre lequel son pouvoir se retourne contre elle (on suppose que Tamaki est aussi immunisé). Elle souhaite devenir la future présidente du conseil des élèves. Pour cela, elle utilise son don afin d'avoir une troupe d'admirateurs  Elle se rapprochera du club de recherches en phénomènes surnaturels pour pouvoir en découvrir plus sur les 7 sorcières de l'école. C'est une fille plutôt mesquine et calculatrice. Elle utilise son don afin de pouvoir avoir des personnes qui l'adorent et qui soient à ses ordres pour qu'elles accomplissent des tâches à sa place. Elle pense que son don l'aidera à devenir présidente du conseil. Elle tombera amoureuse de Yamada mais refoulera ses sentiments car elle sait qu'il aime Shiraishi. Elle deviendra la secrétaire de Miyamura lors de sa nomination de président aux bureaux des élèves
Ushio Igarashi (五十嵐 潮, Igarashi Ushio)
Voix japonaise : Daisuke Ono, voix française : Cédric Cerbara
Bras droit de Nene Odagiri. Il est très protecteur envers elle. Avant, Yamada et lui étaient très amis ("meilleurs potes") puis il s'est fait embrasser par Nene Odagiri est devenu victime de son don, c'est-à-dire qu'il est tombé amoureux d'elle et a laissé tomber Yamada. Même après avoir appris l'existence de son pouvoir, il ne lui en voudra pas en disant que sa situation lui convient parfaitement. On découvre par la suite qu'il est réellement amoureux d'elle car même libéré de son emprise, il continue de l'aimer. Lorsqu'il lui avouera ses sentiments, ce dernier se fera rejeter par elle. À la suite de la libération de Odagiri et la nomination de Miyamura, Ushio décide de fonder une association d'échecs Japonais avec l'ex-assistante du bureau des élèves, Asuka.
Léona Miyamura (宮村 レオナ, Miyamura Reona)
Voix japonaise : Miyuki Sawashiro, voix française : Manon Hanseeuw
Sœur de Toranosuke Miyamura, ancien membre du club de recherches en phénomènes surnaturels. Elle faisait des recherches sur les 7 sorcières du lycée avec Haruma. Cependant, ces derniers ont découvert l'identité de la 7e sorcière (Rika Saionji) et elle effacera la mémoire d'Haruma. Seule Léona parviendra à lui échapper. Tenant à garder ses souvenirs intacts, elle cessera de venir au lycée et s'enfermera dans sa chambre. Elle est maligne et très douée au lancé de ciseaux. Elle acceptera d'aider les membres du club de recherches en phénomènes surnaturels pour leurs recherches sur les sorcières en se rendant à la demande Rika Saionji au rendez-vous afin que cette dernière lui puisse effacer la mémoire.(Note: En ayant lu les mangas et regarder l'animé il y a une petite incohérence scénaristique de la part de Miki Yoshikawa car Léona connaissait à une époque toutes les sorcières depuis certaines ont changé. Je parle notamment de Noa Takigawa. Léona effectuait ses recherches avec Haruma lorsqu'elle était en deuxième année, or Noa n'était pas encore au lycée, Rika Saionji n'a donc plus aucun intérêt à effacer la mémoire de Léona sauf si c'est une simple vengeance personnelle mais elle est alors en dehors des règles établies par Haruma.)
Noa Takigawa
Voix japonaise : Aoi Yūki, voix française : Cathy Boquet
Élève de première année, c'est la cinquième sorcière découverte. Noa est à la base une élève en quête de popularité et de maîtrise du lycée Suzaku. À l'aide de son pouvoir, qui permet de voir l’expérience la plus traumatisante de la personne embrassée durant son sommeil, on suppose qu’elle fait fréquemment des cauchemars (au vu de ce que nous montre l'auteur à propos de Yamada lors de la possession de ce pouvoir). Elle s'approche donc de trois premières années les plus populaires du lycée afin de les manipuler. Malheureusement son empathie  la poussera plutôt de faire en sortes de les rendre sorcières en faisant expulser d'autres sorcières du lycée. Elle est éprise de Yamada lorsque ce dernier lui propose son aide afin de changer sa vie et celle des trois autres élèves.
Maria Sarushima
Voix japonaise : Yuki Takao, voix française : Marie du Bled
Élève de deuxième année c'est la quatrième sorcière découverte. Son don est de pouvoir voir l'avenir. Cependant, ce don l’empêche d'accéder à son souhait le plus cher, voulant tomber amoureuse, elle ne se voit pas embrasser son petit copain en ayant des images du propre avenir la concernant de la vision de ce dernier. C'est la première sorcière qui confiera à Ryu Yamada son malheur et sa volonté d'abandonner son pouvoir de sorcière. Ce qui poussera Le protagoniste à chercher l’existence de Tamaki.
Meiko Otsuka
Voix japonaise : Yui Makino, voix française : Sophie Frison
Troisième sorcière découverte. Elle a le don de télépathie. C'est une fille introvertie. Son don lui permet de plus facilement discuter avec son entourage (à partir du moment qu'elle a embrassé la personne), il lui suffit juste de penser à la personne avec qui elle veut communiquer pour pouvoir lui parler. Elle est mauvaise en cours et va donc souvent au rattrapage. Elle fait partie du club de manga du lycée. De plus on peut noter que elle a deux personnalités distinctes. Celle de l'extérieur, est dans un mutisme profond et très timide, à l'opposé lorsqu'elle communique par télépathie, Meiko est plutôt très directive elle se prend avec ses deux acolytes, pour des militaires gradés.
Mikoto Asuka
Voix japonaise : Kana Hanazawa, voix française : Léonor Bailleul
Élève de Terminale c'est une ex-sorcière .C'est la sixième sorcière découverte, secrétaire bras droit d'Haruma Yamazaki. Cette dernière a renoncé à son don et Tamaki en est maintenant le détenteur. Elle sait très bien se battre au point de maîtriser et battre avec une facilité déconcertante Yamada qui pourtant s'avère être une force de la nature. À la suite de la nomination de Miyamura en tant que président elle est libérée de ses fonctions et souhaite fonder une association d’échecs japonais avec Ushio.
Haruma Yamazaki
Voix japonaise : Jun Fukuyama, voix française : Maxime Van Santfoort
Président du comité des élèves. Il est vicieux et calculateur et quelque peu misogyne. Avant de perdre la mémoire, il faisait partie du club de recherches en phénomènes surnaturels avec Léona avec qui il était très proche. Ils enquêtaient sur les 7 sorcières de l'école. De plus il a un réseau d'informations très efficace et a des connaissances obscures.
Shinichi Tamaki
Voix japonaise : Shinnosuke Tachibana, voix française : Maxym Anciaux
"Tueur" de sorcières, il vole leurs facultés en effaçant ces dernières. Cependant, il ne peut détenir que le pouvoir de la dernière sorcière qu'il a embrassée. Lorsqu'il débarrasse une sorcière de son don, il se l'approprie mais cela fait réapparaître une nouvelle sorcière, détenant le don qu'il avait avant de le remplacer. Le don qu'il détient dans l'anime est de pouvoir se rendre invisible aux yeux des personnes qu'il a embrassées (don d'invisibilité). Grâce à cela, il peut facilement espionner les gens.  Avant, ce pouvoir était celui de la secrétaire de Haruma (Asuka). Cette dernière souffrant de son don, le président a demandé à Tamaki à lui retirer sa faculté. Il est très rusé et souhaite devenir le prochain président du conseil des élèves. Il deviendra plus tard le comptable de Miyamura.
Kentaro Tsubaki
Voix japonaise : Toshiharu Sasaki, voix française : Maxime Donnay
Membre du club de recherches en phénomènes surnaturels. Il est amoureux de Shiraishi. C'est un garçon brusque de nature mais qui se dévoue entièrement pour cette dernière. Il aime beaucoup cuisiner des tempuras lorsque ce dernier déprime. On le voit toujours avec un cure-dent dans la bouche. À la suite de la nomination de Miyamura Itô et lui tombe dans une mini-dépression due à l'absention de Yamada et Miyamura.
Rika Saionji
Voix japonaise : Masumi Tazawa, voix française : Sophie Landresse
Septième sorcière découverte, obéit à Haruma Yamazaki. Son pouvoir est de faire oublier aux personnes qu'elle embrasse l'existence des sorcières. Seuls Yamada et Tamaki sont immunisés contre son pouvoir. Lorsqu'une personne qu'elle a embrassée a retrouvé la mémoire, son pouvoir n'a plus d'effet sur cette dernière. On la voit souvent se promener avec une ombrelle et a généralement un style vestimentaire baby doll. On découvre que son don la fait souffrir du fait que personne ne se souvient d'elle, qui elle est. Même son nom n'est mentionné nulle part dans les archives du lycée alors qu'elle est en 3e année (= terminale).
Karen Kimishima
Voix japonaise : Mai Nakahara
Personnage secondaire du manga, elle n'apparaît pas dans l'anime. C'est la présidente du club de tir à l'arc du lycée. Elle a d'abord un avis défavorable quant à la rénovation du gymnase à l'inverse de Haruma. Toutefois, une fois enfermée avec Yamada et Miyamura par Ushio dans la salle de club elle préfère finir son Kanji sur le seul mur destructible de la salle afin de pouvoir assister à la réunion décidant du sort du gymnase.  Amoureuse secrètement de Yamada, elle ne l'a dit à personne mais Kotori Moegi qui d'ailleurs dans la même classe l'a "entendue" penser à propos de Yamada et de cet amour secret.
Hideaki Tsurukawa
Voix japonaise : Tomokazu Sugita, voix française : Quentin Minon
Personnage secondaire du manga. Il est l'un des deux amis intimes de Meiko avec qui il communique par télépathie. Plutôt maigrichon il a une attitude plutôt d'orgueilleux. Il est fan d'animés.
Mitsuru Kameda
Voix japonaise : Yūki Ono, voix française : Stéphane Pelzer
Personnage secondaire du manga. Il est l'un des deux amis intimes de Meiko avec qui il communique par télépathie. Plutôt enveloppé il est plus en retrait des deux autres. Il est fan d'animés.
Jun Inose
Personnage secondaire. Elle est l’assistante de Haruma dans les premiers tomes qui finit par disparaître dans les tomes suivants.
Takashi Oshima, Mayumi Oda et Hidenori Yokoawa
Candidat 1,2 et 3 pour le poste prestigieux de vice-président aux bureaux des élèves, ils ne seront pas retenus par Toranosuke Miyamura.
Jin Kurosaki
Candidat numéro 4 au poste de vice-président, il est retenu par Miyamura. Élève de Seconde assez grand pour son âge (il dépasse Yamada alors que ce dernier est en Première) c'est un personnage assez réservé et condescendant avec les autres membres du bureau des élèves (notamment avec Tamaki). Il est à l'image de Miyamura pour les filles de son âge c'est-à-dire le beau gosse de sa promo. Par ailleurs, il éprouve un profond respect envers Miyamura, de plus, c'est la seule personne du bureau des élèves à qui il obéit.
Midori Arisugawa
Candidat numéro 5 au poste de vice-présidente elle est retenue par Miyamura. Élève de seconde ayant la particularité de posséder une poitrine surdimensionnée, elle est d'apparence tête en l'air et maladroite. Nous apprenons par la suite, que cette maladresse est on ne peut plus calculée par cette dernière qui joue avec une finesse le moyen de mettre en valeur ses atouts afin d'obtenir ce qu'elle souhaite auprès de son interlocuteur (généralement masculin).
Nancy
La 7e sorcière de la saison 2 du manga. C'est une punk de 2e année (première) et est à l'image de Yamada. Elle cherche surtout le bien être des autres sorcières en veillant à ce que ces dernières ne se laissent pas "manger" par leurs propres pouvoirs avec son acolyte Sid. Grâce à son intervention lors de leur première rencontre on apprend que Yamada a déjà oublié une partie de sa vie car elle lui demande s'il se souvient d'elle, et répond avec assurance et désarroi que non. Elle permet de plus à Yamada et aux BDE d'apprendre le nom de plusieurs autres sorcières.
Sid
Élève de première c'est l'acolyte de Nancy lui aussi punk. Il est secrètement amoureux de Nancy. Il est à l'image de Ushio vis-à-vis de Nancy. On ne sait pas grand-chose de plus sur lui pour l'instant.
Rin SasakiÉlève du lycée de Suzaku, elle passait son temps à harceler Urara Shiraishi mais après que Yamada (dans le  corps de Shiraishi ) a tenté de la frapper pour la défendre. Mais Shiraishi l'a défendue et a pleuré après avoir reçu le poing de Yamada par erreur Rin effrayé par cela s'enfuit en courant. Depuis ce jour-là elle n'a plus harcelé Shiraishi, mais elle a commencé à développer des sentiments romantiques pour Yamada. Dans l'OVA, on l'apercoit avec un tee-shirt ou il est écrit "I ♥️ Yamada ". Cependant on ne sait pas comment sa relation avec Shiraishi a évolué.

## Manga
Yamada-kun and the Seven Witches est écrit et dessiné par Miki Yoshikawa. Le premier chapitre est publié le 22 février 2012 dans le magazine Weekly Shōnen Magazine et le premier volume relié le 15 juin 2012. Le manga se termine le 22 février 2017, cinq ans jour pour jour après la première parution, avec le chapitre 243. La série compte au total vingt-huit volumes.

La version française a été publiée par Delcourt/Tonkam de juin 2015 à septembre 2023.

### Liste des volumes
| no | Japonais          | Japonais          | Français          | Français          |
| no | Date de sortie    | ISBN              | Date de sortie    | ISBN              |
| --- | ----------------- | ----------------- | ----------------- | ----------------- |
| 1 | 15 juin 2012      | 978-4-06-384696-6 | 17 juin 2015      | 978-2-7560-7167-1 |
| Couverture : Urara Shiraishi Verso : Mikoto Asuka, personnage inconnu, Haruma Yamazaki, Urara Shiraishi, Ryu Yamada, Jun Inose, Toranosuke MiyamuraListe des chapitres : - Chapitre 1 - Un baiser pour vérifier - Chapitre 2 - Photo interdite - Chapitre 3 - J'aime bien les filles fortes - Chapitre 4 - Bonnet E - Chapitre 5 - Faisons-le ensemble ! - Chapitre 6 - Je ne suis pas un cobaye - Chapitre 7 - Parfait timing ! |                   |                   |                   |                   |
| 2 | 17 août 2012      | 978-4-06-384727-7 | 19 août 2015      | 978-2-7560-7168-8 |
| Couverture : Ryu Yamada Verso : Miyabi ItôListe des chapitres : - Chapitre 8 - Shiraishi chérie... - Chapitre 9 - Pied tourbillonnant destructeur !! - Chapitre 10 - Rouge... d'excitation ? - Chapitre 11 - Allez, président Suzuki ! - Chapitre 12 - Ça, c'est l'amour - Chapitre 13 - Veux-tu m'embrasser, s'il te plaît ? - Chapitre 14 - L'esprit et la technique du sport - Chapitre 15 - Ouaaah ! - Chapitre 16 - Moelleux ! |                   |                   |                   |                   |
| 3 | 17 octobre 2012   | 978-4-06-384754-3 | 7 octobre 2015    | 978-2-7560-7169-5 |
| Couverture : Nene Odagiri Verso : Ushio IgarashiListe des chapitres : - Chapitre 17 - Je le fais pour toi - Chapitre 18 - Hésitations - Chapitre 19 - Fais de moi ce que tu veux... ♥ - Chapitre 20 - Réfléchis bien - Chapitre 21 - Ouille ! - Chapitre 22 - Quelle tragédie ! - Chapitre 23 - Refus d'amour - Chapitre 24 - Têtes chercheuses - Chapitre 25 - Le doux chant des cigales |                   |                   |                   |                   |
| 4 | 17 décembre 2012  | 978-4-06-384789-5 | 2 décembre 2015   | 978-2-7560-7481-8 |
| Couverture : Meiko Otsuka Verso : Mitsuru Kameda, Hideaki TsurukawaListe des chapitres : - Chapitre 26 - Sérieux, à quoi vous jouez ?! - Chapitre 27 - Beuh... - Chapitre 28 - Savonnage mutuel - Chapitre 29 - Yamada, troufion à l'entraînement ! - Chapitre 30 - Nibards - Chapitre 31 - Les nénés de Nene - Chapitre 32 - Pshhh psss psss - Chapitre 33 - Canon en vue ! - Chapitre 34 - Récompense en nature ? |                   |                   |                   |                   |
| 5 | 15 février 2013   | 978-4-06-384819-9 | 3 février 2016    | 978-2-7560-7653-9 |
| Couverture : Maria Sarushima Verso : Toranosuke Miyamura, Urara Shirashi, Meiko Otsuka, Miyabi Itô, Ushio Igarashi, Nene Odagiri, Ryu YamadaListe des chapitres : - Chapitre 35 - Un pouvoir de vision ?! - Chapitre 36 - Surexcité ! - Chapitre 37 - Débrouille-toi ! - Chapitre 38 - Raisons profondes... - Chapitre 39 - Ensorcelée... - Chapitre 40 - Amoureux ! - Chapitre 41 - Nympho ou quoi ? - Chapitre 42 - Exposition d'animaux rares... - Chapitre 43 - Dégoûtant Yamada ? |                   |                   |                   |                   |
| 6 | 17 avril 2013     | 978-4-06-384857-1 | 6 avril 2016      | 978-2-7560-7654-6 |
| Couverture : Noa Takigawa Verso : Ryu Yamada, Ushio Igarashi, Kentaro Tsubaki, Toranosuke Miyamura, Miyabi Itô, Nene Odagiri, Urara Shiraishi, Maria Sarushima, Meiko OtsukaListe des chapitres : - Chapitre 44 - Gros porc bordélique ! - Chapitre 45 - Deux canons ! - Chapitre 46 - Mortelle jalousie féminine ! - Chapitre 47 - Balade dénudée - Chapitre 48 - Voilà la vérité ! - Chapitre 49 - Ça va, Yamada ?! - Chapitre 50 - Bien dit ! - Chapitre 51 - Condition - Chapitre hors-série - Fun ! |                   |                   |                   |                   |
| 7 | 17 juin 2013      | 978-4-06-384882-3 | 6 juillet 2016    | 978-2-7560-8006-2 |
| Couverture : Haruma Yamazaki Verso : Urara Shiraishi, Meiko Otsuka, Ryu Yamada, Maria Sarushima, Noa Takigawa, Nene OdagiriListe des chapitres : - Chapitre 52 - Ingrédients de qualité ! - Chapitre 53 - Trop relou... - Chapitre 54 - Oh, Yamada ? - Chapitre 55 - Et hop ! - Chapitre 56 - Dessinateur de talent - Chapitre 57 - Oui, je suis amoureux... - Chapitre 58 - Eh ben, tu te la coules douce ! - Chapitre 59 - Sacré baratineur ! - Chapitre 60 - Ding dong |                   |                   |                   |                   |
| 8 | 16 août 2013      | 978-4-06-394916-2 | 15 août 2016      | 978-2-7560-8043-7 |
| Couverture : Leona Miyamura Verso : Urara ShiraishiListe des chapitres : - Chapitre 61 - Ne dis rien et laisse-moi faire ! - Chapitre 62 - Plus jamais ce regard ! - Chapitre 63 - Yozaaah ! - Chapitre 64 - Qu'est-ce qu'on va faire ? - Chapitre 65 - Alors... c'est toi ? - Chapitre 66 - N'oublie pas ! - Chapitre 67 - Histoire de lingerie... - Chapitre 68 - Bien fait pour toi... - Chapitre 69 - Le neuneu ! |                   |                   |                   |                   |
| 9 | 17 septembre 2013 | 978-4-06-394928-5 | 5 octobre 2016    | 978-2-7560-8044-4 |
| Couverture : Rika Saoinji Verso : Urara Shiraishi, Nene Odagiri, Kentaro Tsubaki, Miyabi Itô, Toranosuka Miyamura, Maria Sarushima, Ushio Igarashi, Meiko Otsuka, Ryu Yamada, Mikoto Asuka, Noa Takigawa, Rika SaionjiListe des chapitres : - Chapitre 70 - C'est moi ou quoi ?! - Chapitre 71 - Passage en force ! - Chapitre 72 - Kyah, un insecte ! - Chapitre 73 - Go ! - Chapitre 74 - Ça craint... - Chapitre 75 - Romantique, non ? - Chapitre 76 - Tu veux toujours m'embrasser ? - Hors-série - La classe de Satan                                                                                        |                   |                   |                   |                   |
| 10 | 17 décembre 2013  | 978-4-06-394986-5 | 30 novembre 2016  | 978-2-7560-8282-0 |
| Couverture : Shinichi Tamaki Verso : Haruma Yamazaki, Nene Odagiri, Miyabi Itô, Toranosuke Miyamura, Ushio Igarashi, Shinichi Tamaki, Noa Takigawa, Kentaro TsubakiListe des chapitres : - Chapitre 77 - Scandaleux ! - Chapitre 78 - Une pâle copie, à tous points de vue... - Chapitre 79 - Je suis beau gosse moi aussi, non ? - Chapitre 80 - Ah, un pervers ! Un pervers ! - Chapitre 81 - Je mate un film ! - Chapitre 82 - Moi, 7e sorcière, vous accueille en salle de S.V.T. ! - Chapitre 83 - J'ai déjà des culottes ! - Chapitre 84 - Abolition du club !! - Chapitre 85 - Tu veux la voir toute nue ?! |                   |                   |                   |                   |
| 11 | 17 mars 2014      | 978-4-06-395011-3 | 1er février 2017  | 978-2-7560-8674-3 |
| Couverture : Urara Shiraishi, Ryu Yamada Verso : Mikoto Asuka, Meiko Otsuka, Noa Takigawa, Urara Shirashi, Ryu Yamada, Nene Odagiri, Maria Sarushima, Rika SaionjiListe des chapitres : - Chapitre 86 - Tout faiblard ! - Chapitre 87 - Risque de malédiction ?! - Chapitre 88 - Voyons voir... - Chapitre 89 - Adieu les culottes ! - Chapitre 90 - Le pire ! - Chapitre 91 - Bizarre bizarre... - Chapitre 92 - Larbin ! - Chapitre 93 - Espionne à la manque - Chapitre 94 - Nabot ! |                   |                   |                   |                   |
| 12 | 16 mai 2014       | 978-4-06-395080-9 | 29 mars 2017      | 978-2-7560-8675-0 |
| Couverture : Kentaro Tsubaki, Miyabi Itô Verso : Jin Kurosaki, Miyabi Itô, Misori Arisugawa, Ryu Yamada, Kentao Tsubaki, Urara Shiraishi, Toranosuke Miyamura, Nene Odagiri, Shinichi TamakiListe des chapitres : - Chapitre 95 - Zyeute... - Chapitre 96 - Comme un ninja - Chapitre 97 - Sussie... - Chapitre 98 - Big boobs ! - Chapitre 99 - An pan ? - Chapitre 100 - Grosse colère - Chapitre 101 - Attention ! - Chapitre 102 - Pensée vicieuse à l'horizon |                   |                   |                   |                   |
| 13 | 17 juin 2014      | 978-4-06-395126-4 | 21 juin 2017      | 978-2-7560-9532-5 |
| Couverture : Tsubasa Konno, Aïko Chikushi, Haruko "Nancy" Nijino, Kotori Moegi, Sid Verso : Aïko Chikushi, Toranosuke Miyamura, Ryu Yamada, Sobamie, SobasseListe des chapitres : - Chapitre 103 - Cherche sur Gogole ! - Chapitre 104 - Je ne mets pas de culottes et j'aime ça ! - Chapitre 105 - Désolé... - Chapitre 106 - Gros pervers - Chapitre 107 - He looks bored - Chapitre 108 - Alliance de grands sentimentaux - Chapitre 109 - JK, héroïne masquée - Chapitre 110 - C'est moche... - Histoire hors-série - Leçon de cuisine par Sobasse                                                             |                   |                   |                   |                   |
| 14 | 17 septembre 2014 | 978-4-06-395190-5 | 23 août 2017      | 978-2-7560-9533-2 |
| Couverture : Shinichi Tamaki, Nene Odagiri, Midori Arisugawa, Jin Kurosaki Verso : Urara Shirashi, Ryu Yamada, Toranosuke Miyamura, Miyabi Itô, Kentaro Tsubaki, SobasseListe des chapitres : - Chapitre 111 - Bien roulée - Chapitre 112 - Pire que ça, y a pas... - Chapitre 113 - Patiente encore dix ans - Chapitre 114 - Un projet parfait... ou pas - Chapitre 115 - Régime en cours - Chapitre 116 - Ce ne sont pas tes affaires ! - Chapitre 117 - Retour obligatoire - Chapitre 118 - Nooon ?! - Chapitre 119 - Coiffures similaires                                                                      |                   |                   |                   |                   |
| 15 | 17 décembre 2014  | 978-4-06-395264-3 | 6 octobre 2017    | 978-2-7560-9534-9 |
| Couverture : Jin Kurosaki Verso : Kentaro Tsubaki, Miyabi Itô, Urara Shirashi, Ryu Yamada, Toranosuke MiyamuraListe des chapitres : - Chapitre 120 - Tu triches ! - Chapitre 121 - Aveu d'amour des gros seins - Chapitre 122 - Je suis Lincoln ! - Chapitre 123 - Alarme ! - Chapitre 124 - Fais comme tu veux... ♥ - Chapitre 125 - 400 yens max ! - Chapitre 126 - Un rival ? - Chapitre 127 - Sexy ! - Chapitre 128 - Faute d'attention |                   |                   |                   |                   |
| 16 | 17 mars 2015      | 978-4-06-395347-3 | 29 novembre 2017  | 978-2-7560-9535-6 |
| Couverture : Rui Takuma Verso : Toranosuke Miyamura, Miyabi Itô, Kentaro Tsubaki, Midori Arisugawa, Jin Kurosaki, Ryu YamadaListe des chapitres : - Chapitre 129 - C'est tout ! - Chapitre 130 - J'y pense tout le temps ! - Chapitre 131 - Plus flippante que les fantômes... - Chapitre 132 - Regarde et tu verras ! - Chapitre 133 - Allez ! Lance-moi un défi ! - Chapitre 134 - Trop chaud pour toi ?! - Chapitre 135 - 5 pas en arrière... - Chapitre 136 - Pouvoir perturbateur - Chapitre 137 - Avis divergents                                                                                            |                   |                   |                   |                   |
| 17 | 15 mai 2015       | 978-4-06-395396-1 | 28 février 2018   | 978-2-7560-9536-3 |
| Couverture : Mikoto Asuka Verso : Noa Takigawa, Urara Shiraishi, Ryu Yamada, Toranosuke Miyamura, Nene Odagiri, Ushio Igarashi, Shinichi Tamaki, Kentaro Tsubaki, Mikoto Asuka, Miyabi Itô, Haruma Yamazaki, Rika Saionji, Maria Sarushima, SobasseListe des chapitres : - Chapitre 138 - J'imaginais un baiser... - Chapitre 139 - Surexcitation - Chapitre 140 - Exclusion en vue ! - Chapitre 141 - Tu te fous de moi ?! - Chapitre 142 - Passe le coca ! - Chapitre 143 - Pauvre vocabulaire - Chapitre 144 - 5 manipulations - Chapitre 145 - Être un beau gosse, c'est un crime - Chapitre 146 - Amies...    |                   |                   |                   |                   |
| 18 | 17 juillet 2015   | 978-4-06-395438-8 | 6 juin 2018       | 978-2-7560-9537-0 |
| Couverture : Sora Himekawa Verso : Nene Odagiri, Urara Shiraishi, Miyabi Itô, Noa Takigawa, Jin Kurosaki, Ryu Yamada, Toranosuke Miyamura, Shinichi TamakiListe des chapitres : - Chapitre 147 - Caresse sensuelle ! - Chapitre 148 - Ourson mignon ! - Chapitre 149 - Encore un monstre ?! - Chapitre 150 - Crâne d'œuf ! - Chapitre 151 - Souvenirs de Londres - Chapitre 152 - Double coureur - Chapitre 153 - Promis ! - Chapitre 154 - Brillant succès ! - Chapitre 155 - Toujours... |                   |                   |                   |                   |
| 19 | 17 septembre 2015 | 978-4-06-395495-1 | 5 septembre 2018  | 978-2-7560-9538-7 |
| Couverture : Ushio Igarashi Verso : Aiko Chikushi, Sora Himekawa, Kotori Moegi, Tsubasa Konno, Ryû Yamada, Momoko Seishun, Akane Kikuchi, Haruko "Nancy" NijinoListe des chapitres : - Chapitre 156 - Armes factices - Chapitre 157 - Pas de pitié ! - Chapitre 158 - Ma petite Haruko ! - Chapitre 159 - Défis max ! ♥ - Chapitre 160 - Impossible ! - Chapitre 161 - Rose flamand - Chapitre 162 - Petite culottes et accusations - Chapitre 163 - Comment me dire adieu ? - Chapitre 164 - Caresse... ♥ |                   |                   |                   |                   |
| 20 | 17 novembre 2015  | 978-4-06-395545-3 | 28 novembre 2018  | 978-2-7560-9539-4 |
| Couverture : Yûri Miura Verso : Nene Odagiri, Urara ShiraishiListe des chapitres : - Chapitre 165 - Je veux le garder ! - Chapitre 166 - Yamada bisoutable à volonté ! - Chapitre 167 - Engagement marital ? ♥ - Chapitre 168 - Un jeunot déplaisant - Chapitre 169 - Refus ! ♥ - Chapitre 170 - Promesse de retour - Chapitre 171 - Conflit infernal - Chapitre 172 - Ne vous battez pas pour moi ! ♥ |                   |                   |                   |                   |
| 21 | 15 janvier 2016   | 978-4-06-395581-1 | 10 avril 2019     | 978-2-413-01378-5 |
| Couverture : Ryu Yamada, Toranosuke Miyamura, Sobasse, Sobamie Verso : Ryu Yamada, Nene Odagiri, Midori Arisugawa, Shinichi Tamaki, Jin Kurosaki, Toranosuke MiyamuraListe des chapitres : - Chapitre 173 - Harceleur ! - Chapitre 174 - Effrayée ? - Chapitre 175 - À la recherche du carnet secret - Chapitre 176 - Bisou ! - Chapitre 177 - Une lycéenne comme les autres... - Chapitre 178 - Tadah ! - Chapitre 179 - Transie d'amour - Chapitre 180 - 4/10 - Chapitre 181 - Évidence... |                   |                   |                   |                   |
| 22 | 17 mars 2016      | 978-4-06-395622-1 | 21 août 2019      | 978-2-413-01379-2 |
| Couverture : Mikoto Asuka, Leona Miyamura, Rika Saïonji Verso : Ryu Yamada, Kentaro Tsukabi, Nene Odagiri, Urara Shiraishi, Midori Arisugawa, Toranosuke MiyamuraListe des chapitres : - Chapitre 182 - Fait avéré - Chapitre 183 - Poing fort ? - Chapitre 184 - Choco-menthe ! - Chapitre 185 - Ce qu'on n'apprend pas dans les manuels - Chapitre 186 - Bain à deux ? - Chapitre 187 - Un peu de poésie - Chapitre 188 - Tomber la chemise... - Chapitre 189 - Rival parfait ! - Chapitre 190 - Host en vue !                                                                                                   |                   |                   |                   |                   |
| 23 | 17 mai 2016       | 978-4-06-395674-0 | 20 novembre 2019  | 978-2-413-01380-8 |
| Couverture : Hikaru Suzuhara, Hotaru Suzuhara Verso : Toranosuke Miyamura, Ryu Yamada, Miyabi Itô, Hikaru Suzuhara, Shinichi Tamaki, Urara ShiraishiListe des chapitres : - Chapitre 191 - Trop mignon ! - Chapitre 192 - Petits merdeux !! - Chapitre 193 - Fait main ? - Chapitre 194 - Désir de petit ami... - Chapitre 195 - À la chamade... - Chapitre 196 - Are you surprised ? - Chapitre 197 - Faire quoi ? - Chapitre 198 - En plus, il y a des concombres de mer - Chapitre 199 - Ça va pas, ça ? |                   |                   |                   |                   |
| 24 | 15 juillet 2016   | 978-4-06-395714-3 | 18 mars 2020      | 978-2-41-301381-5 |
| Couverture : Alex Spencer Verso : Sora Himekawa, Kotori Moegi, Miyabi Itô, Maria Sarushima, Noa Takigawa, Nene Odagiri, Urara Shiraishi, Leona Miyamura, Haruko "Nancy" Nijino, Meiko OtsukaListe des chapitres : - Chapitre 200 - Plage droit devant ! - Chapitre 201 - Paradis - Chapitre 202 - Petit ami en vue ? - Chapitre 203 - Fleur bleue... - Chapitre 204 - Le roi du cadeau pourri - Chapitre 205 - Banc de maquereaux ! - Chapitre 206 - Interrogations - Chapitre 207 - Plus un radis - Chapitre 208 - Remercie-moi !                                                                                 |                   |                   |                   |                   |
| 25 | 17 octobre 2016   | 978-4-06-395769-3 | 29 décembre 2020  | 978-24-13-01382-2 |
| Couverture : La responsable du comité de voyages de fin d'études Verso : Urara Shirashi, Nene Odagiri, Noa Takigawa, Miyabi ItôListe des chapitres : - Chapitre 209 - Regards vicieux ? - Chapitre 210 - Ne meurs pas ! - Chapitre 211 - Seconde naissance ! - Chapitre 212 - Pleurs, première - Chapitre 213 - Détestation - Chapitre 214 - Condamné aux chatouilles ! - Chapitre 215 - Désir inavoué - Chapitre 216 - Fin programmée ? - Chapitre 217 - Viens... ♥ |                   |                   |                   |                   |
| 26 | 16 décembre 2016  | 978-4-06-395830-0 | 21 avril 2021     | 978-24-13-01383-9 |
| Couverture : Verso :Liste des chapitres : * Chapitre 218 - Incompétent ! - Chapitre 219 - Avec la langue ? - Chapitre 220 - L'autre... - Chapitre 221 - Une cible sur Yamada ! - Chapitre 222 - Libre ! - Chapitre 223 - Dégonflé... - Chapitre 224 - Séparation inéluctable ? - Chapitre 225 - Petit coup de main - Chapitre 226 - Moyenne estimée |                   |                   |                   |                   |
| 27 | 17 février 2017   | 978-4-06-395873-7 | 17 novembre 2021  | 978-24-13-01384-6 |
| Couverture : Ryu Yamada Verso : Urara ShiraishiListe des chapitres : * Chapitre 227 - Question facile ! - Chapitre 228 - Ah, la jeunesse ! - Chapitre 229 - Vive la psychologie ! - Chapitre 230 - Pareil pour moi ! - Chapitre 231 - Été de labeur - Chapitre 232 - Retraite anticipée - Chapitre 233 - La fille de la photo - Chapitre 234 - Erreur, non ? - Chapitre 235 - Discrétion requise |                   |                   |                   |                   |
| 28 | 17 avril 2017     | 978-4-06-362354-3 | 13 septembre 2023 | 978-24-13-07954-5 |
| Couverture : Urara Shiraishi, Ryu Yamada Verso : Urara Shiraishi, Ryu YamadaListe des chapitres : * Chapitre 236 - Désolé, connais pas... - Chapitre 237 - La sorcière du commencement - Chapitre 238 - Revoir Urara... - Chapitre 239 - Morte sans plus - Chapitre 240 - Prise de tête ! - Chapitre 241 - Je compte sur toi ! - Chapitre 242 - Dix ans plus tard... - Épilogue - Il était une fois... |                   |                   |                   |                   |

## Drama
Une adaptation en drama est diffusée du 10 août au 28 septembre 2013 sur Fuji TV avec Yusuke Yamamoto dans le rôle de Yamada (l'acteur avait joué le rôle de Saejima, l'ami policier d'Onizuka dans le drama Great Teacher Onizuka de 2012) et Mariya Nishiuchi dans le rôle de Shiraichi.

## Anime
Une adaptation en original video animation est annoncée en juin 2014. Ces épisodes sont produits au sein du studio Liden Films avec une réalisation de Tomoki Takuno. Le premier épisode est commercialisé avec le quinzième tome du manga le 17 décembre 2014 et le second avec le dix-septième tome le 15 mai 2015,.
Une adaptation en anime à la télévision est annoncée en novembre 2014. Celle-ci est également produite au sein du studio Liden Films avec une réalisation de Tomoki Takuno, un scénario de Michiko Yokote et des compositions de Masaru Yokoyama. Elle est diffusée initialement à partir du 12 avril 2015 sur Tokyo MX au Japon et en simulcast sur Crunchyroll dans les pays francophones.

### Liste des épisodes
| No                            | Titre en français                                | Titre original                                                          | Date de 1re diffusion |
| ----------------------------- | ------------------------------------------------ | ----------------------------------------------------------------------- | --------------------- |
| 1                             | Je me suis transformé en elle !                  | アイツになってんじゃねーかぁぁッ! Aitsu ni nattenja nee ka!             | 12 avril 2015         |
| [Chapitres 1-2-3-5-6]         |                                                  |                                                                         |                       |
| 2                             | Embrasse-moi                                     | 俺とキスしな Ore to kisu-shina                                          | 19 avril 2015         |
| [Chapitres 7 à 10]            |                                                  |                                                                         |                       |
| 3                             | Tu acceptes ou tu refuses ?                      | 受ける？それとも受けない？ Ukeru? Soretomo ukenai?                      | 26 avril 2015         |
| [Chapitres 11-14-15-4-5]      |                                                  |                                                                         |                       |
| 4                             | On dirait bien qu’on en pince pour toi, Yamada ! | 山田のことが好きになったみたい！ Yamada no koto ga suki ni natta mitai! | 3 mai 2015            |
| [Chapitres 16 à 19]           |                                                  |                                                                         |                       |
| 5                             | Tu ne dois plus l’embrasser                      | キスしちゃダメよ？ Kisu shicha dame yo?                                 | 10 mai 2015           |
| [Chapitres 19 à 23]           |                                                  |                                                                         |                       |
| 6                             | Transmets !                                      | 応答せよっ！ Ōtō seyo!                                                  | 17 mai 2015           |
| [Chapitres 25 à 32]           |                                                  |                                                                         |                       |
| 7                             | Évite juste les beignets !                       | 天ぷらだけはやめてくれぇ！ Tenpura dake wa yamete kure!                 | 24 mai 2015           |
| [Chapitres 33 à 41]           |                                                  |                                                                         |                       |
| 8                             | Tu me gaves grave                                | 超ウザイんだけど Chō uzaindakedo                                        | 31 mai 2015           |
| [Chapitres 43 à 50]           |                                                  |                                                                         |                       |
| 9                             | Change le futur                                  | 必ず未来を変えて Kanarazu mirai o kaete                                 | 7 juin 2015           |
| [Chapitres 52 à 57 + 60 à 62] |                                                  |                                                                         |                       |
| 10                            | Sors avec moi                                    | 俺と付き合ってください Ore to tsukiatte kudasai                         | 14 juin 2015          |
| [Chapitres 58 + 63 à 72]      |                                                  |                                                                         |                       |
| 11                            | Où t’as planqué Shiraishi ?                      | 白石をどこにやった！ Shiraishi o doko ni yatta!                         | 21 juin 2015          |
| [Chapitres 73 à 81]           |                                                  |                                                                         |                       |
| 12                            | Je t’aime, Shiraishi !                           | 俺は白石が好きだ！ Ore wa Shiraishi ga suki da!                         | 28 juin 2015          |
| [Chapitres 81 à 90]           |                                                  |                                                                         |                       |

### Génériques
| Générique | Épisodes | Début             | Début   | Fin         | Fin            |
| Générique | Épisodes | Titre             | Artiste | Titre       | Artiste        |
| --------- | -------- | ----------------- | ------- | ----------- | -------------- |
| 1         | 1 – 12   | Kuchizuke Diamond | WEAVER  | CANDY MAGIC | Mimi Meme Mimi |

### Kôdansha
1. 1 2  Tome 1
2. 1 2  Tome 2
3. 1 2  Tome 3
4. 1 2  Tome 4
5. 1 2  Tome 5
6. 1 2  Tome 6
7. 1 2  Tome 7
8. 1 2  Tome 8
9. 1 2  Tome 9
10. 1 2  Tome 10
11. 1 2  Tome 11
12. 1 2  Tome 12
13. 1 2  Tome 13
14. 1 2  Tome 14
15. 1 2  Tome 15
16. 1 2  Tome 16
17. 1 2  Tome 17
18. 1 2  Tome 18
19. 1 2  Tome 19
20. 1 2  Tome 20
21. 1 2  Tome 21
22. 1 2  Tome 22
23. 1 2  Tome 23
24. 1 2  Tome 24
25. 1 2  Tome 25
26. 1 2  Tome 26
27. 1 2  Tome 27
28. 1 2  Tome 28

### Delcourt Manga
1. 1 2  Tome 1
2. 1 2  Tome 2
3. 1 2  Tome 3
4. 1 2  Tome 4
5. 1 2  Tome 5
6. 1 2  Tome 6
7. 1 2  Tome 7
8. 1 2  Tome 8
9. 1 2  Tome 9
10. 1 2  Tome 10
11. 1 2  Tome 11
12. 1 2  Tome 12
13. 1 2  Tome 13
14. 1 2  Tome 14
15. 1 2  Tome 15
16. 1 2  Tome 16
17. 1 2  Tome 17
18. 1 2  Tome 18
19. 1 2  Tome 19
20. 1 2  Tome 20
21. 1 2  Tome 21
22. 1 2  Tome 22
23. 1 2  Tome 23
24. 1 2  Tome 24
25. 1 2  Tome 25
26. 1 2  Tome 26
27. 1 2  Tome 27
28. 1 2  Tome 28